# Piusa
Piusa is een plaats in de Estlandse gemeente Võru vald, provincie Võrumaa. De plaats bevindt zich op de linkeroever van de Piusarivier nabij de grens met Rusland. Tot in oktober 2017 behoorde ze bij de gemeente Orava. In die maand werd Orava bij Võru vald gevoegd.
De plaats heeft 7 inwoners (2021) en heeft de status van dorp (Estisch: küla).
Piusa staat bekend om de zandgrotten langs de rivier. Sinds 1922 zijn er zandgroeves in gebruik voor de glasproductie.
Piusa heeft een station aan de inactieve spoorlijn Valga - Petsjory. In de zomermaanden rijden enkele treinen op het traject Tartu - Koidula door naar Piusa.

## Foto's

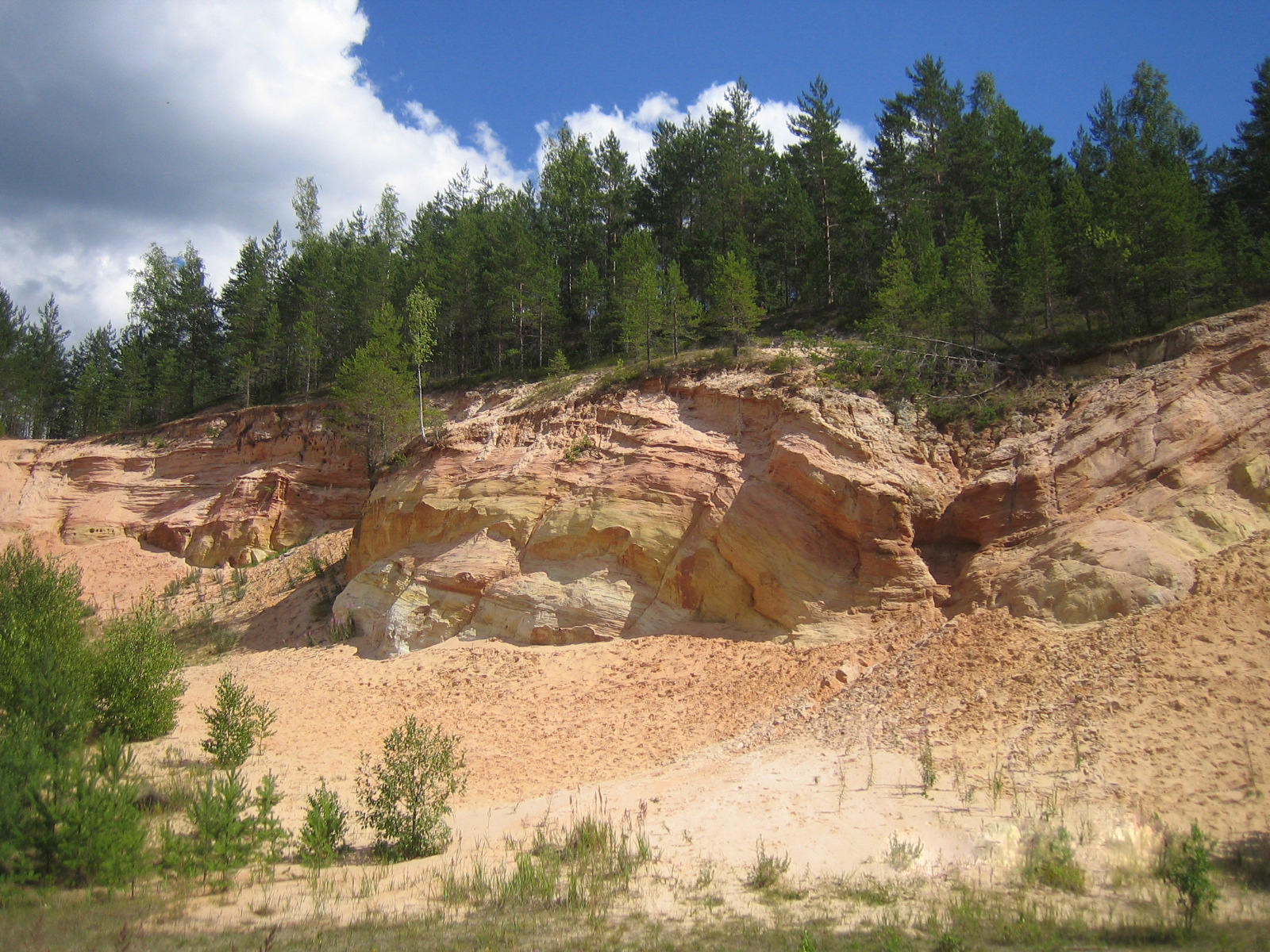
Oude zandgroeve
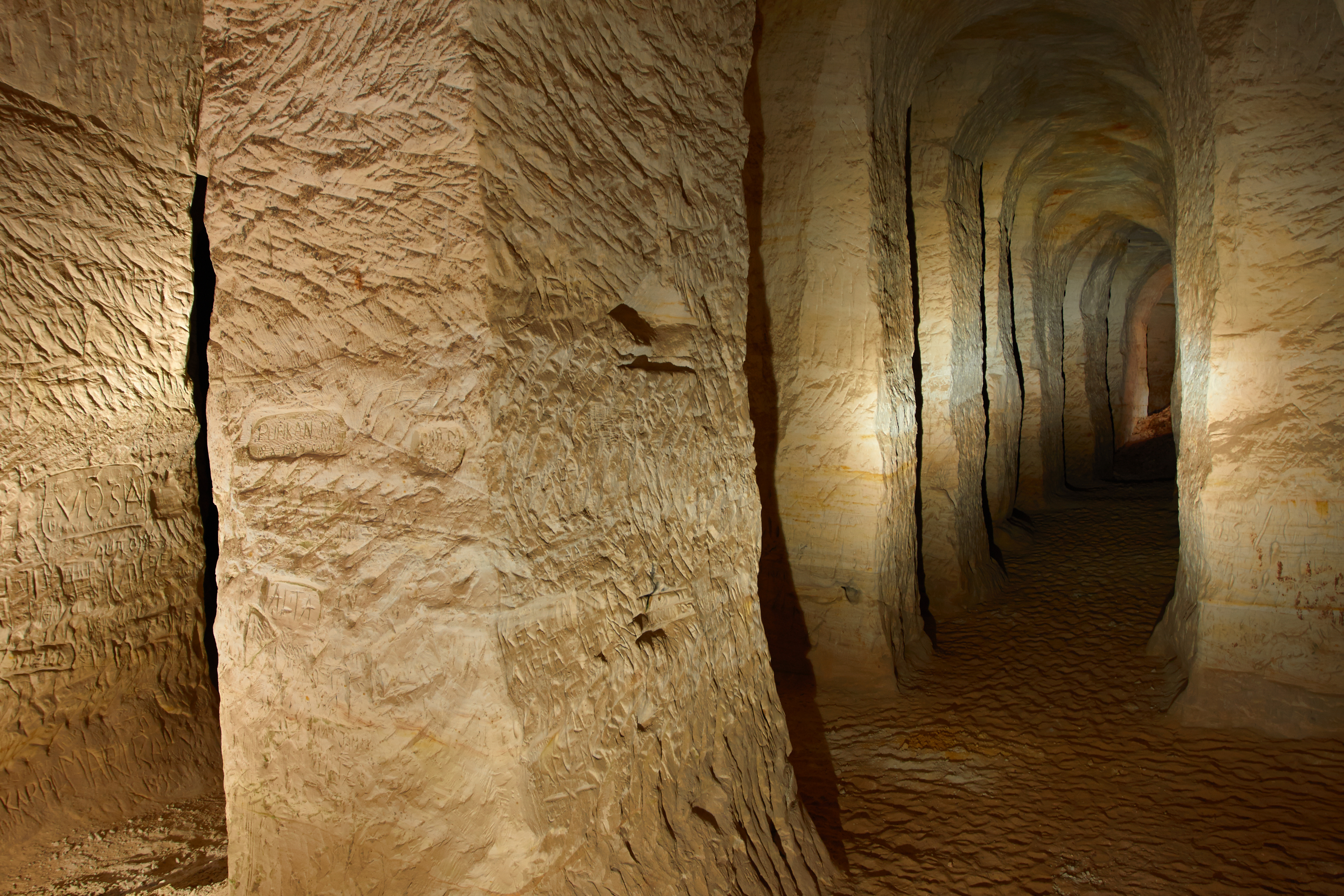
Zandgrot
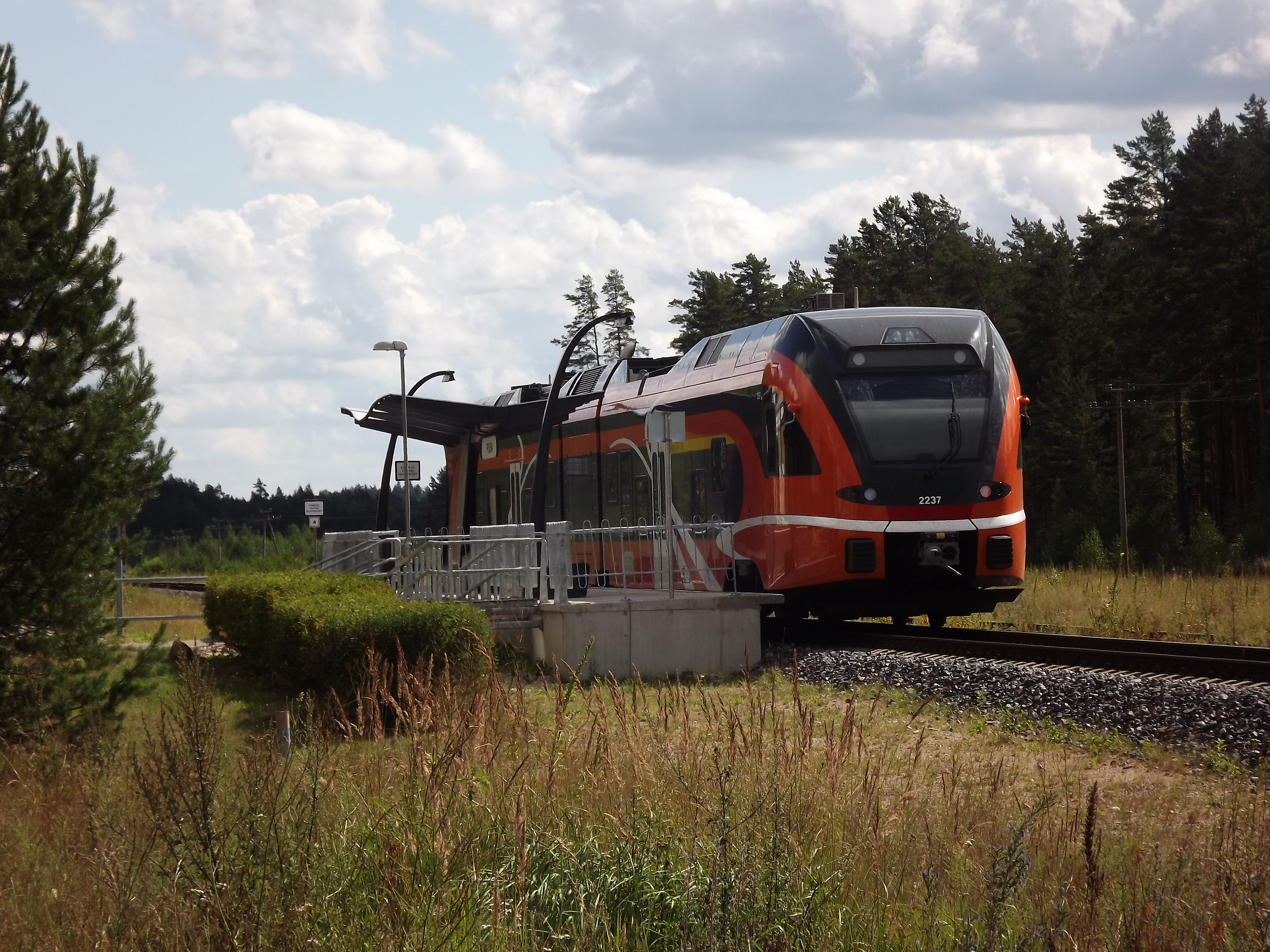
Het station Piusa met een trein van Elron, 2014